# Maison des Corporations
La maison des Corporations est un ancien immeuble de Charleroi, en Belgique. Il comportait une salle de spectacle, un café-restaurant et des bureaux. L'immeuble, inauguré en 1925, a été démoli en 1960.

## Histoire
La maison des Corporations de Charleroi était l'œuvre de l'architecte Joseph André. La décoration de l'immeuble, inauguré en 1925, fait référence aux maisons des corporations de la Grand-Place de Bruxelles. En plus de locaux pour le petit patronat des métiers du bâtiment, de l'alimentation et du vêtement, l'immeuble comporte une salle des fêtes, une salle d'exposition, un restaurant, une salle de billards et un café. C'était le lieu de rendez-vous des gens d'affaires. On peut considérer cet édifice comme la réponse idéologique au palais du Peuple socialiste, construit à la même époque à Charleroi,.
Édouard Lemaire, entrepreneur de Courcelles, a construit sur la place de la ville basse à Charleroi cet immeuble qui fut l'un des premiers bâtiments de cette hauteur, dépassant du double celle de ses voisins.
Devenu socialement obsolète et financièrement ingérable, il est rasé en 1960 et remplacé par le centre Albert.